# Заидов, Миргияс Аббасович
Миргияс Аббасович Заидов (13 мая 1930, Ташкент — 7 января 2025) — советский хозяйственный, государственный и политический деятель. Доктор экономических наук, депутат Верховного Совета СССР 7-го, 8-го и 9-го созывов.

## Биография
Родился в 1930 году. Член ВКП(б) с 1953 года, доктор экономических наук.
С 1951 года — на хозяйственной, общественной и политической работе. В 1951—1990 годах — преподаватель средней школы, на комсомольской работе, секретарь районного комитета КП Узбекистана, заместитель заведующего Отделом ЦК КП Узбекистана, 2-й секретарь Ташкентского промышленного областного комитета КП Узбекистана, председатель Узбекского республиканского Совета профсоюзов, заместитель министра просвещения Узбекской ССР, председатель Государственного комитета по труду и социальным вопросам Узбекской ССР, председатель Ревизионной комиссии КП Узбекистана, министр народного образования Узбекской ССР.
Избирался депутатом Верховного Совета СССР 7-го, 8-го и 9-го созывов.
Умер 7 января 2025 года в возрасте 94 года.